# Multiplicador bancário
O multiplicador bancário ou multiplicador monetário ou, ainda, "efeito multiplicador do crédito" corresponde à relação entre  oferta de moeda e  base monetária existente em determinado momento no sistema econômico. Traduz a capacidade de os bancos  ampliarem a base monetária por meio do crédito.
O multiplicador bancário ou multiplicador dos meios de pagamento, como também é conhecido, é uma variável que sintetiza o mecanismo de multiplicação da base monetária pelo processo de criação de moeda operado pelos bancos comerciais, ou seja, o multiplicador calcula a quantidade máxima de dinheiro que um depósito inicial pode se expandir em uma dada taxa de reserva.
Quanto maior for o encaixe obrigatório ou o  depósito compulsório (reservas compulsórias definidas pelo Banco Central), menor será o multiplicador bancário, ceteris paribus..

## Criação e destruição da Moeda
A expansão dos depósitos a partir de um dado volume de notas emitidas pela autoridade monetária segue a mesma lógica da expansão da moeda fiduciária a partir da moeda metálica, nos antigos sistemas monetários baseados em metais preciosos. Em ambos os casos, os elementos-chave são os encaixes fracionários, isto é, a manutenção, em caixa, de apenas uma fração do valor dos depósitos bancários ou dos recibos emitidos. Sendo assim, a criação de moeda pelo sistema bancário associa-se diretamente à concessão de empréstimos, tal qual a emissão de recibos (de papel-moeda) pelos antigos depositários de moeda metálica (dessa forma, caso todos resolvessem retirar seus depósitos bancários ao mesmo tempo, essas instituições não poderiam atender a tal solicitação).
O multiplicador monetário mantém, portanto, relação direta com o montante dos depósitos efetuados. Este montante dos depósitos efetuados, por sua vez, será menor, tudo o mais constante, quando aumenta a propensão do público a reter notas, não as depositando. O fato de pessoas ou empresas manterem certa proporção da moeda que detêm sob a forma de notas e moedas, em vez de depositá-las em bancos, reduz a capacidade destes de conceder empréstimos, reduzindo, por consequência, o multiplicador monetário.

## Fórmula

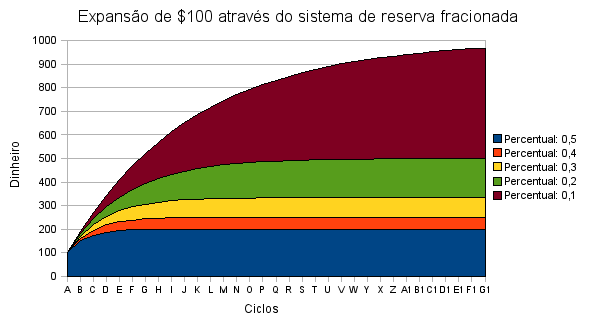
A expansão dos $100 através do sistema de reserva fracionada (ou fracionária) em várias taxas. Cada curva aproxima um limite. Este limite é o valor em que o "multiplicador monetário" é calculado.

O multiplicador monetário, m, é o inverso do requerimento de reserva R:
{\displaystyle m={\frac {1}{R}}}
Esta fórmula vem do fato que a soma das quantidades emprestadas da coluna acima pode ser expressa matematicamente como uma série geométrica com uma taxa comum de {\displaystyle 1-R}.
Para corrigir a drenagem de dinheiro (a redução do impacto da política monetária devido a vontade das pessoas em ter uma parte do dinheiro em forma física) e a vontade dos bancos de ter reservas em excesso, acima do montante requerido, é usada a fórmula:
{\displaystyle m={\frac {(1+Drenagem)}{(Drenagem+TaxaDeReservaPreferida)}}}
Onde a Drenagem é o percentual de dinheiro que as pessoas querem manter fisicamente e a Taxa de reserva preferida é a soma da Taxa de Reserva e a Taxa de reserva excedente do banco.

## Exemplo
Para o exemplo, com uma taxa de reserva de 20%, ou R, pode também ser expressa em uma fração:
{\displaystyle R={\tfrac {1}{5}}}
Então o multiplicador monetário, m, pode ser expresso como:
{\displaystyle m=1/{\tfrac {1}{5}}=5}
Este número multiplicado pelo depósito inicial mostra a quantidade máxima em que o dinheiro pode ser expandido.